# Delosperma lineare
Delosperma lineare är en isörtsväxtart som beskrevs av L. Bol.. Delosperma lineare ingår i släktet Delosperma, och familjen isörtsväxter. Inga underarter finns listade i Catalogue of Life.

## Bildgalleri

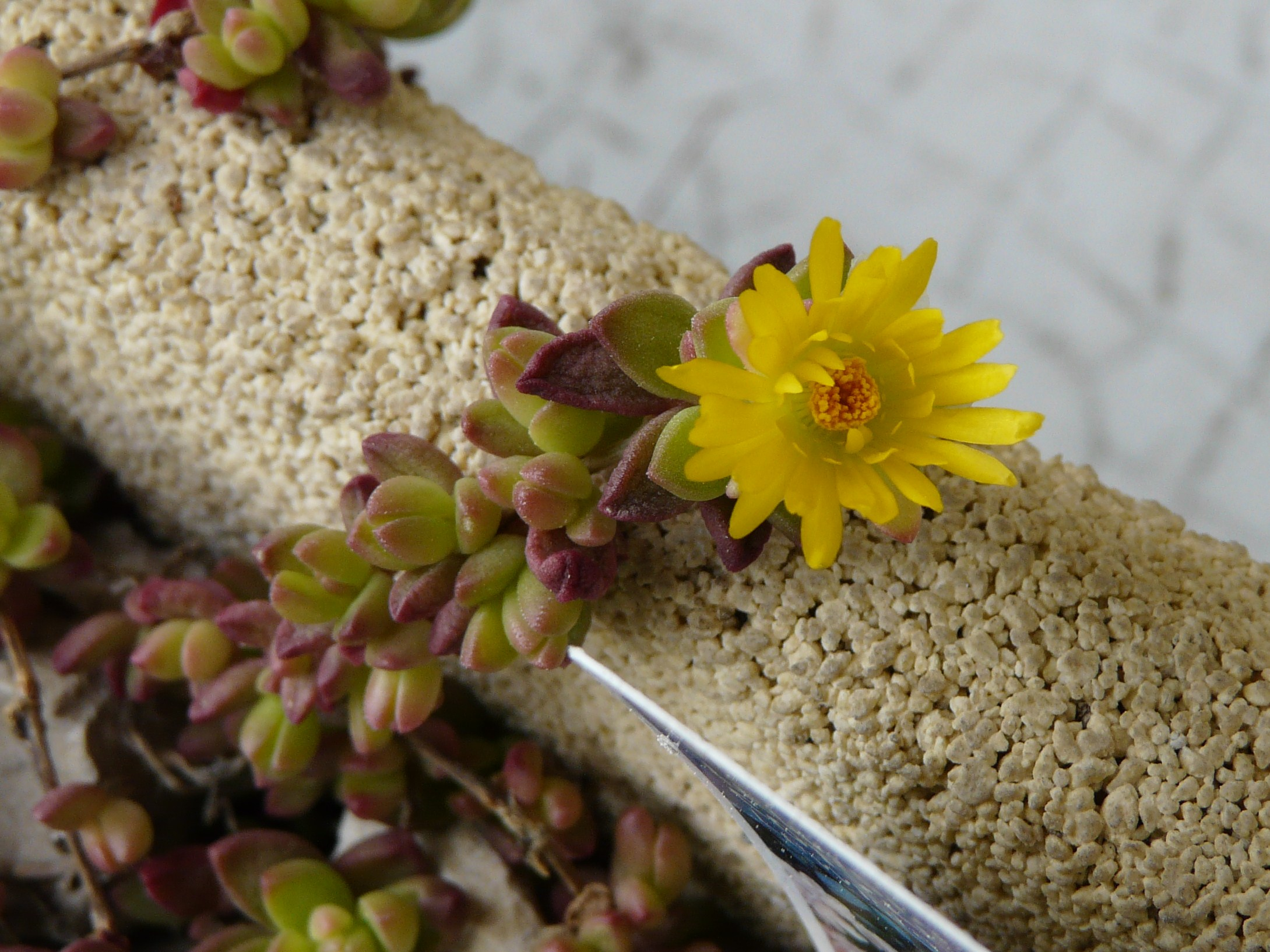
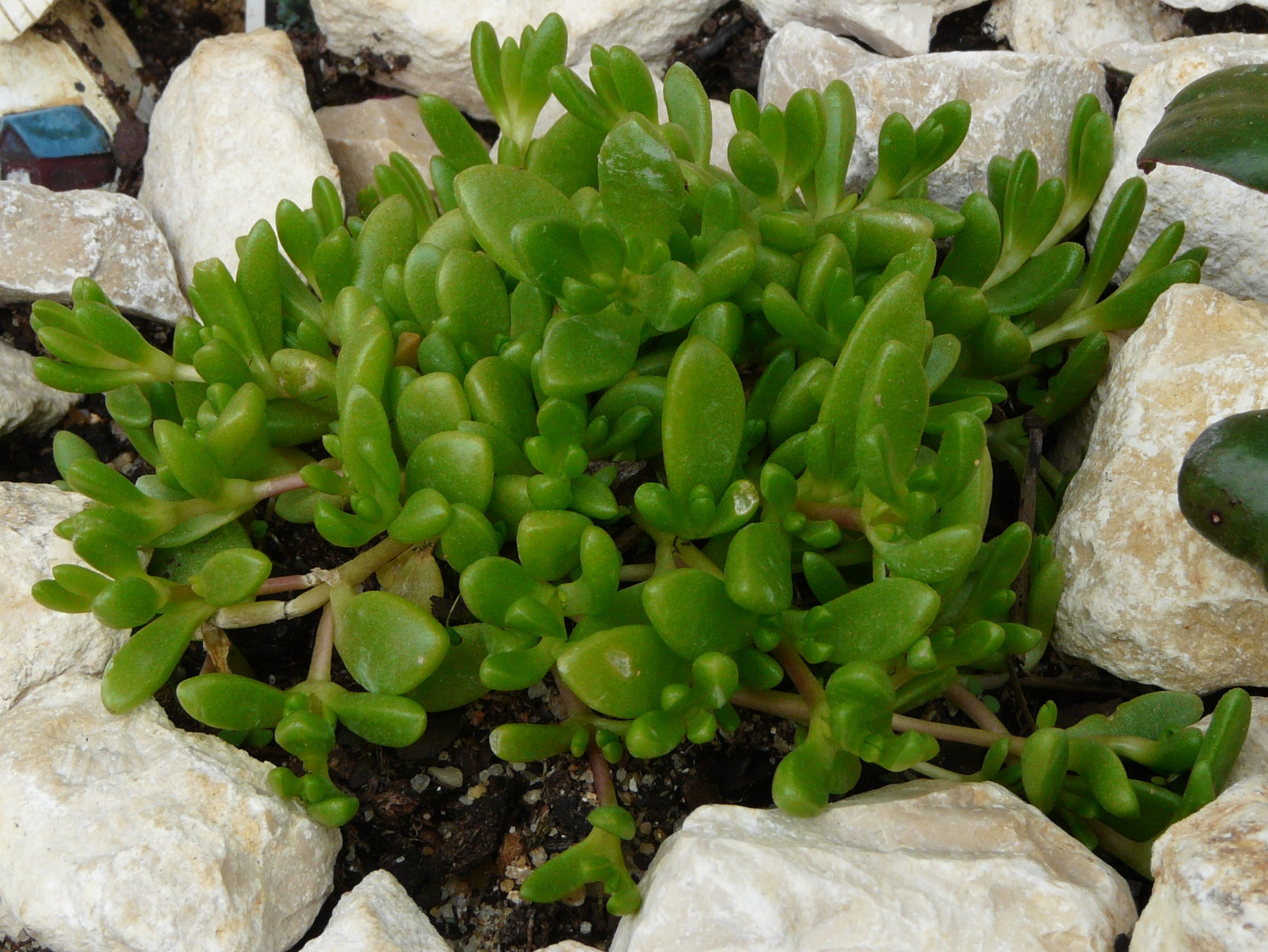
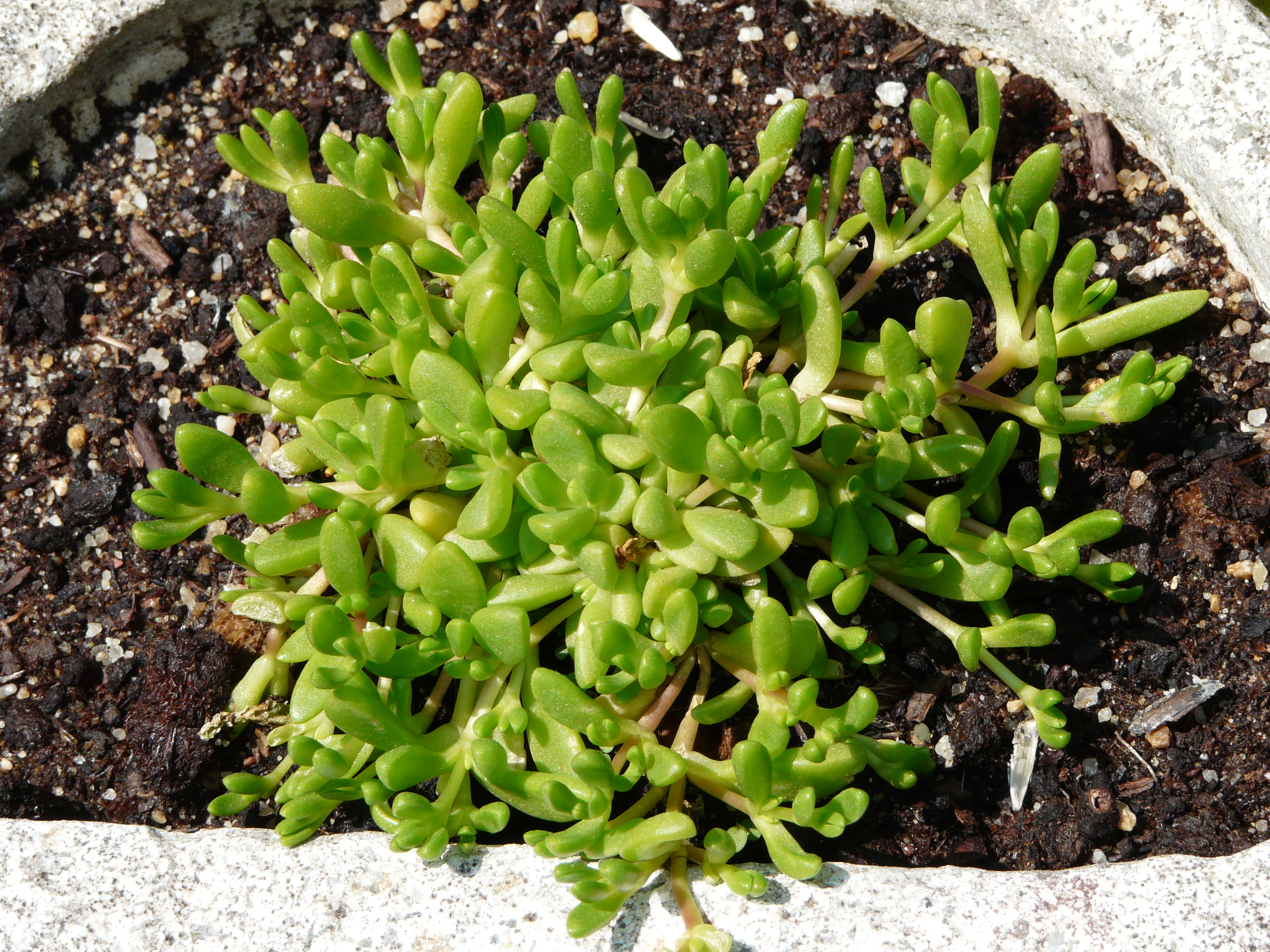
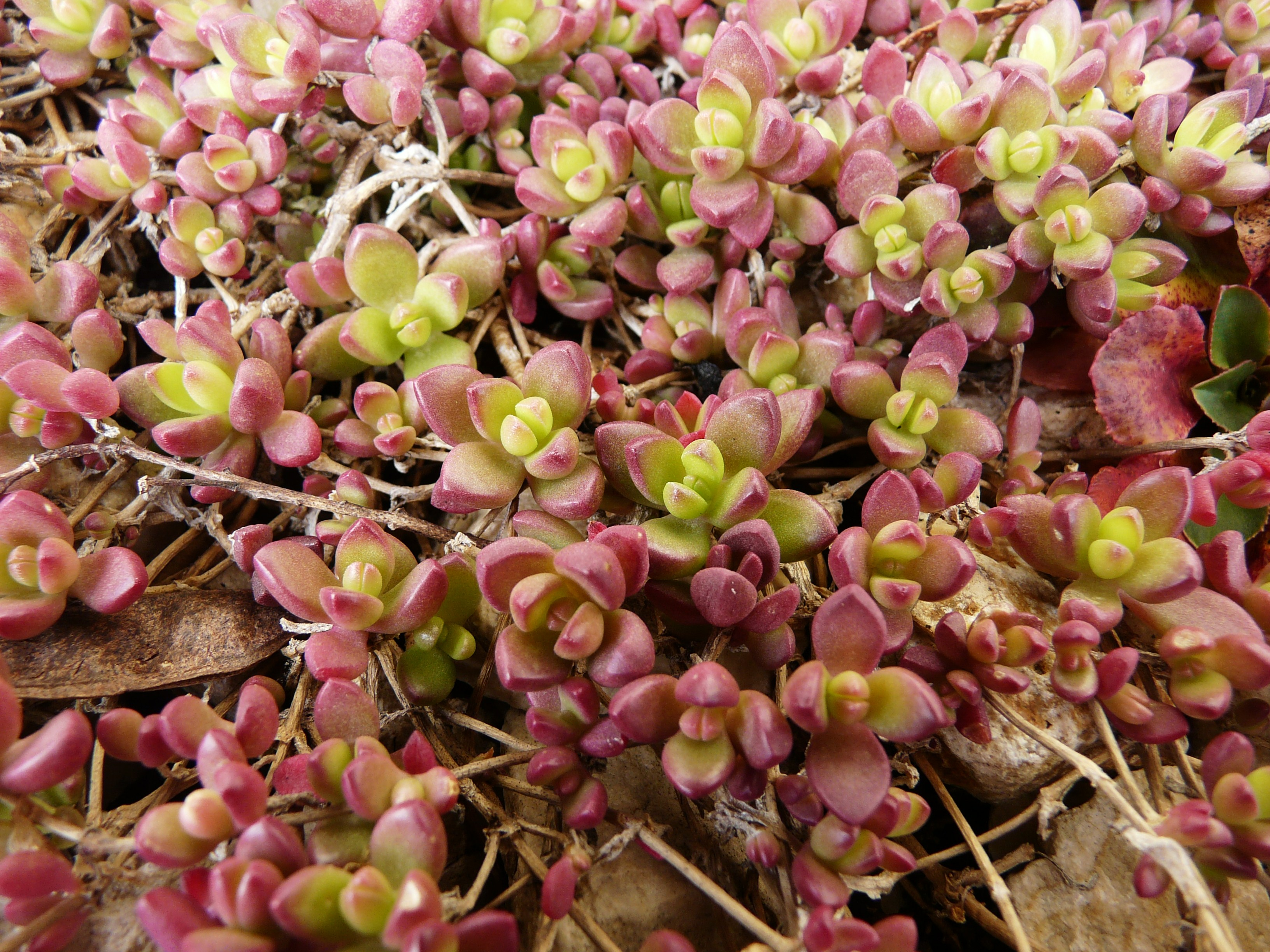
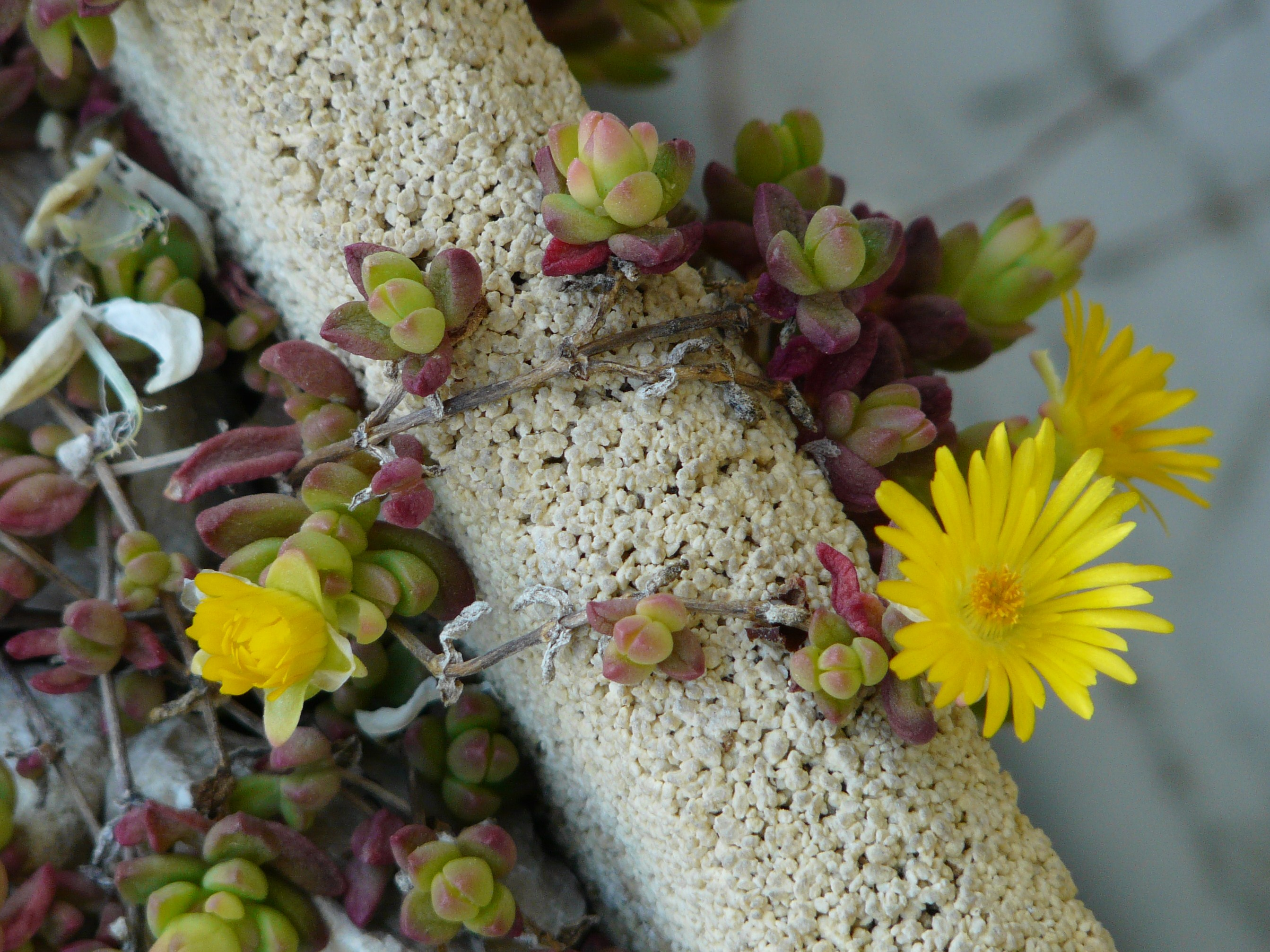
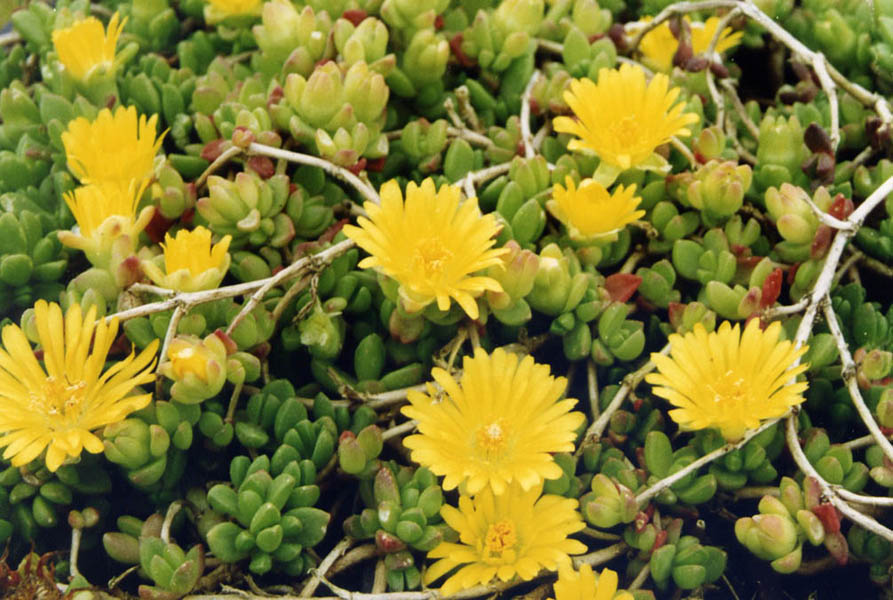